# Agent Provocateur (Dessous)

Logo von Agent Provocateur

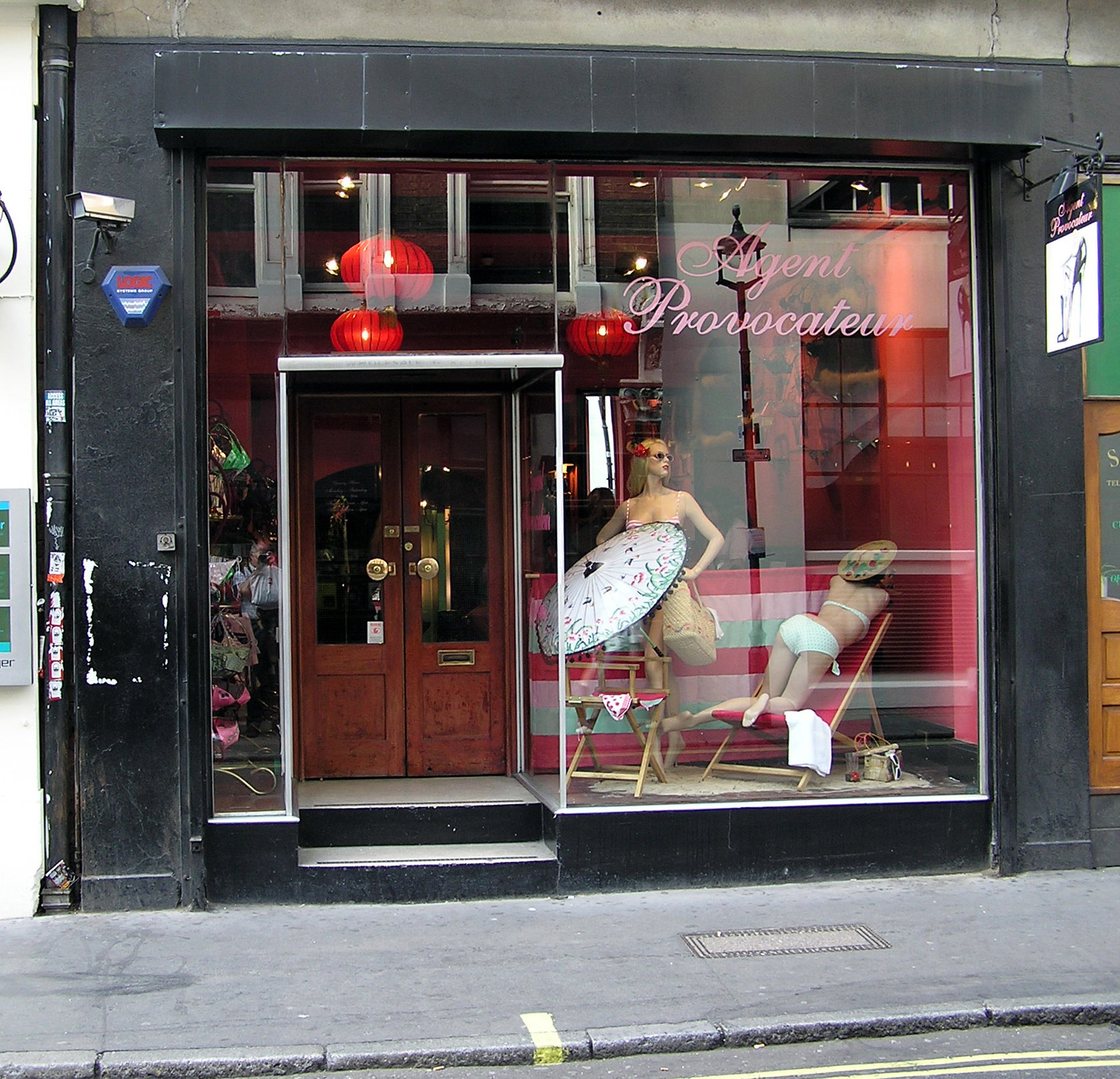
Agent Provocateur in Soho

Agent Provocateur ist eine britische Luxusdessous-Marke im Besitz der Holding Frasers Group PLC. Das englische Unternehmen wurde 1994 von Joe Corre, dem Sohn der berühmten Designerin Vivienne Westwood, und Serena Rees gegründet.

## Geschichte
Das Unternehmen wurde von Joseph Corre und seiner damaligen Frau Serena Rees gegründet.  Der erste Laden wurde Dezember 1994 in Soho, London eröffnet. Von Anfang an wurde Wert auf einen gewissen Kultstatus gelegt, zum Beispiel durch extravagante Auslagengestaltung und die pinkfarbenen Blusen, die zum Arbeitsgewand der Verkäuferinnen gehören.
Seit 1996 gab es auch die Möglichkeit der Katalogbestellung, seit 2000 den Webstore.
Im Jahr 2017 wurde die Marke und das angeschlagene Unternehmen für etwa 30 Millionen Pfund von Four Holdings, der Muttergesellschaft der Modemarkenagentur Four Marketing, gekauft. Die Frasers Group wiederum besitzt daran einen Anteil von 25 Prozent.
Gemäß der russischen Website von Agent Provocateur gibt es noch 10 Agent Provocateur-Franchise-Geschäfte in Moskau, was zu Behauptungen führt, dass das Unternehmen dazu beiträgt, Russlands Krieg in Europa zu finanzieren.
Agent Provocateur sagte, dass die Geschäfte „von Franchisenehmern gemäß Franchise-/Lizenzvereinbarungen“ betrieben werden, die „von einem System etabliert wurden, das der frühere Eigentümer des Unternehmens vor vielen Jahren geschaffen hat“, und dass das Unternehmen selbst „nicht 'in' Russland tätig ist.“

## Konzernstruktur
Mittlerweile gibt es Läden in Großbritannien, New York, Los Angeles, Las Vegas, San Francisco, aber auch Dubai, Hongkong, Moskau, Paris, Berlin,  Wien und Zürich. Auch über das Internet sind seit 1999 Bestellungen möglich. 
Der erste Laden im deutschsprachigen Raum wurde im Juli 2006 in den Galeries Lafayette in Berlin eröffnet, kurz danach ein weiteres Geschäft in der Wiener Innenstadt. Initiator jener Erweiterung ist der österreichische Designer Gregor Pirouzi, der früher auch für Westwood arbeitete.

## Werbung
Agent Provocateur hat einige Erfolge mit seinen Werbekampagnen vorzuweisen:
Ende 2001 entsteht ein Videoclip, in dem Kylie Minogue „beweist“, dass A.P. die erotischste Unterwäsche ist. Dazu reitet sie in Unterwäsche auf einem elektrischen Bullen. Dieser Spot ist ein bekanntes Beispiel für Virales Marketing. Der Spot gewann den Titel Best Cinema Commercial of the Year bei den British TV Awards.
Im August 2004 entsteht ein weiterer berühmter Videoclip, in dem Dita Von Teese (in A.P.-Uniform) einen George Dubya (der bemerkenswert an George W. Bush erinnert) aufsucht und mit ihm sadistische Spiele treibt. Der Song dazu She’s Lost Control wurde von Siobhan Fahey beigesteuert.
2006 sorgte eine Videoclip-Reihe mit Kate Moss unter der Regie von Mike Figgis für Aufregung.
Model Hailey Clauson wurde 2014 von Miles Aldridge fotografiert. Im Januar 2019 engagierte die Marke das Plus-Size-Model Charli Howard als Moderatorin ihrer Valentinstagskampagne mit dem Titel „A Love Letter To Myself“.